# 1931 no teatro

## Eventos
- Inauguração do Teatro Capitólio em Lisboa.

## Nascimentos
| Data           | Nome               | Profissão                                              | Nacionalidade | Observações | Ref |
| -------------- | ------------------ | ------------------------------------------------------ | ------------- | ----------- | --- |
| 23 de janeiro  | Rubens Correia     | ator e realizador                                      | Brasil        | m. 1996     |     |
| 16 de Março    | Augusto Pinto Boal | ensaísta, dramaturgo, diretor e teórico de teatro      | Brasil        | m. 2009     |     |
| 9 de Setembro  | Zoltán Latinovits  | actor de cinema e teatro                               | Hungria       | m. 1976     |     |
| 25 de outubro  | Annie Girardot     | atriz                                                  | França        |             |     |
| 19 de novembro | Fábio Sabag        | ator, diretor e produtor de teatro, cinema e televisão | Brasil        |             |     |

## Mortes
| Data          | Nome                | Profissão                        | Nacionalidade | Observações | Ref |
| ------------- | ------------------- | -------------------------------- | ------------- | ----------- | --- |
| 13 de janeiro | Alfredo Luís Campos | professor, escritor e jornalista | Portugal      | n. 1856     |     |